# Батыралиев, Талантбек Абдуллаевич
Талантбек Абдуллаевич Батыралиев (род. 9 февраля 1960, с. Кызыл-Сенгир, Ошская область) — общественный и государственный деятель Кыргызской Республики, Министр здравоохранения Кыргызской Республики, кардиохирург, доктор медицинских наук, профессор, действительный член Американской коллегии кардиологов, член-корреспондент РАЕ РФ, Заслуженный деятель науки Кыргызской Республики, межконтинентальный организатор кардиологической службы.

## Биография
В 1984 году с отличием окончил лечебный факультет Киргизского медицинского института, в 1986 — целевую ординатуру во Всесоюзном кардиологическом научном центре АМН СССР (Москва, директор — академик АМН СССР Е. И. Чазов), затем — целевую аспирантуру по специальности «кардиология».
В 1989—1993 годы работал в НИИ кардиологии Кыргызской Республики (младший, старший, ведущий научный сотрудник). С 1993 года по приглашению Госкомнауки (TUBITAK) Турецкой Республики работал профессором на кафедре кардиологии Чукуровского университета, совмещая научную работу с преподавательской деятельностью. Являлся советником по медицине Президента Кыргызской Республики; в 1994—1997 по совместительству заведовал кардиологическим отделом Ortadoğu Hospital (Адана). C 1997 являлся создателем и руководителем Медицинского центра им. Сани Конукоглы (Газиантеп), одного из крупнейших научно-методических и прикладных центров в Европе и на ближнем востоке (проводится более 15 тысяч инвазивных методов лечения и 4 тысяч открытых операций на сердце).

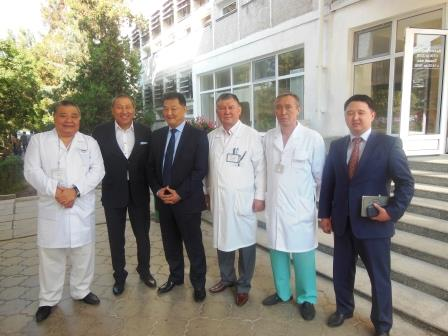
Посещение министром здравоохранения Национального хирургического центра МЗ КР

С 6 ноября 2014 — министр здравоохранения Киргизии. Организатор филиала НИИ кардиологии и хирургии сердца в Джалал-Абаде (Киргизия).

## Научная деятельность
В 1988 году защитил кандидатскую диссертацию по специальностям «кардиология» и «лучевая диагностика и лучевая терапия» (руководители — профессора А. П. Савченко и А. С. Сметнев), в 1999 — докторскую (консультант — академик Ю. Н. Беленков, Москва).
Член редакционных советов журналов European Journal of General Medicine, Journal of Interventional Cardiology, Journal of International Cardiology, The Turkish Journal of Invasive Cardiology, The Turkish Journal of Cardiology, Кардиология, Терапевтический архив, Патогенез и кардиоваскулярная терапия и профилактика. Главный редактор русского варианта руководств в кардиологии, выпущенных Американской коллегией кардиологов.
Действительный член American College of Angiology (1994), Cardiac Angiograhpy and Interventions (FSCAI, 1994), Американской коллегии кардиологов (2000), Европейского общества кардиологов (FESC, 2001), Academy of Transcatheter Cardiovascular Therapeutics (Нью-Йорк, 2004), Академии медико-технических наук РФ (Москва, 2008); член-корреспондент International College of Angiology (FICA, 1995), Российской академии естествознания (РАЕ РФ, 2011).
Автор более 400 научных работ, в том числе 8 монографий. Один из самых цитируемых учёных Кыргызстана.

### Избранные труды
- Volume test in diagnostic of early right heart failure in alcohol cardiomyopathy // J. of Cardiology. — 1988. — Vol. 3. — P. 83-86. (в соавторстве)
- Effects of Hypoxic Test on Left and Right Ventricular Contractility in Progressive Systemic Sclerosis With Pulmonary Arterial Hypertension // Internat. J. Angiol. — 1998. — Vol. 7, № 1. — P. 25-27. (в соавторстве)
- Correlation of atrial Natriuretic Factor and Renin- aldosterone System With Chronic Pulmonary Hypertension Among Residents in a high Altitude // Internat. J. Angiol. — 1998. — Vol. 7. — P. 271—274. (в соавторстве)
- Eiectron-beam and spiral computed tomography of Heart great vessels // Coronary Angiography. — Istambul, 2001. — p.l 10. (в соавторстве)

### Трудовая деятельность
- 1977—1978 — рабочий колхоза Карла Маркса Сузакского района;
- 1989—1990 — старший научный сотрудник НИИ кардиологии;
- 1990—1993 — ведущий научный сотрудник НИИ кардиологии;
- 1993—1997 — профессор кафедры кардиологии Чукуровского университета Адана, Турция;
- 1994—1997 — советник по медицинским инвестициям, больница имени Orta-Doguг, Адан;
- 1997—2007 — советник руководителя отдела социальных инвестиций Sanko Hololing Департамента кардиологии Медцентра имени Sant Konukoglu салко холдинга Газиантеп, Турция;
- 2007—2014 — главный редактор русского варианта, координатор медфакультета, профессор кардиологии американской коллегии кардиологов, американской ассоциации сердца и общества сердечно-сосудистой ангиографии и интервенции;
- 2014—2018 — министр здравоохранения КР.

## Награды
- диплом European Cardiologist (2002, European Board for the Speciality of Cardiology)
- премия Universal Award of Accomplishment (2004, ABI USA)
- Золотая медаль им. А. Д. Сперанского АМН РФ и диплом (2006, Москва)
- Заслуженный деятель науки Кыргызской Республики (2008)
- Орден имени Н. И. Пирогова (2008, Москва)
- Международная премия «Профессия — Жизнь» (2008) в номинации «За личный вклад в медицинскую науку и практическое здравоохранение»[2][4].